# Sabóia
Sabóia ist eine Gemeinde im Alentejo im Landkreis von Odemira in Portugal mit 155,4 km² Fläche und 922 Einwohnern (Stand 19. April 2021); es weist eine Bevölkerungsdichte von 5,9 Einwohnern pro km² auf.
Die Gemeinde von Sabóia befindet sich 25 Kilometer von der Kreisstadt Odemira entfernt. Im Süden grenzt die Gemeinde an die Berge von Monchique, die bereits zur Algarve gehören; das Gebiet ist durchgehend gebirgig und wird vom Fluss Mira durchflossen. Im Norden grenzt die Gemeinde an Luzianes-Gare und Santa Maria, die ebenfalls zum Landkreis Odemira gehören. Im Westen grenzt die Gemeinde an Boavista dos Pinheiros, São Teotónio sowie im Osten an die Gemeinden von Santa Clara-a-Velha und Pereiras Gare. In Santa Clara-a-Velha befindet sich der größte Stausee des Gebietes. Sabóia verfügt gemeinsam mit Santa Clara-a-Velha über eine eigene Bahnstation an der Strecke von Lissabon nach Faro. 

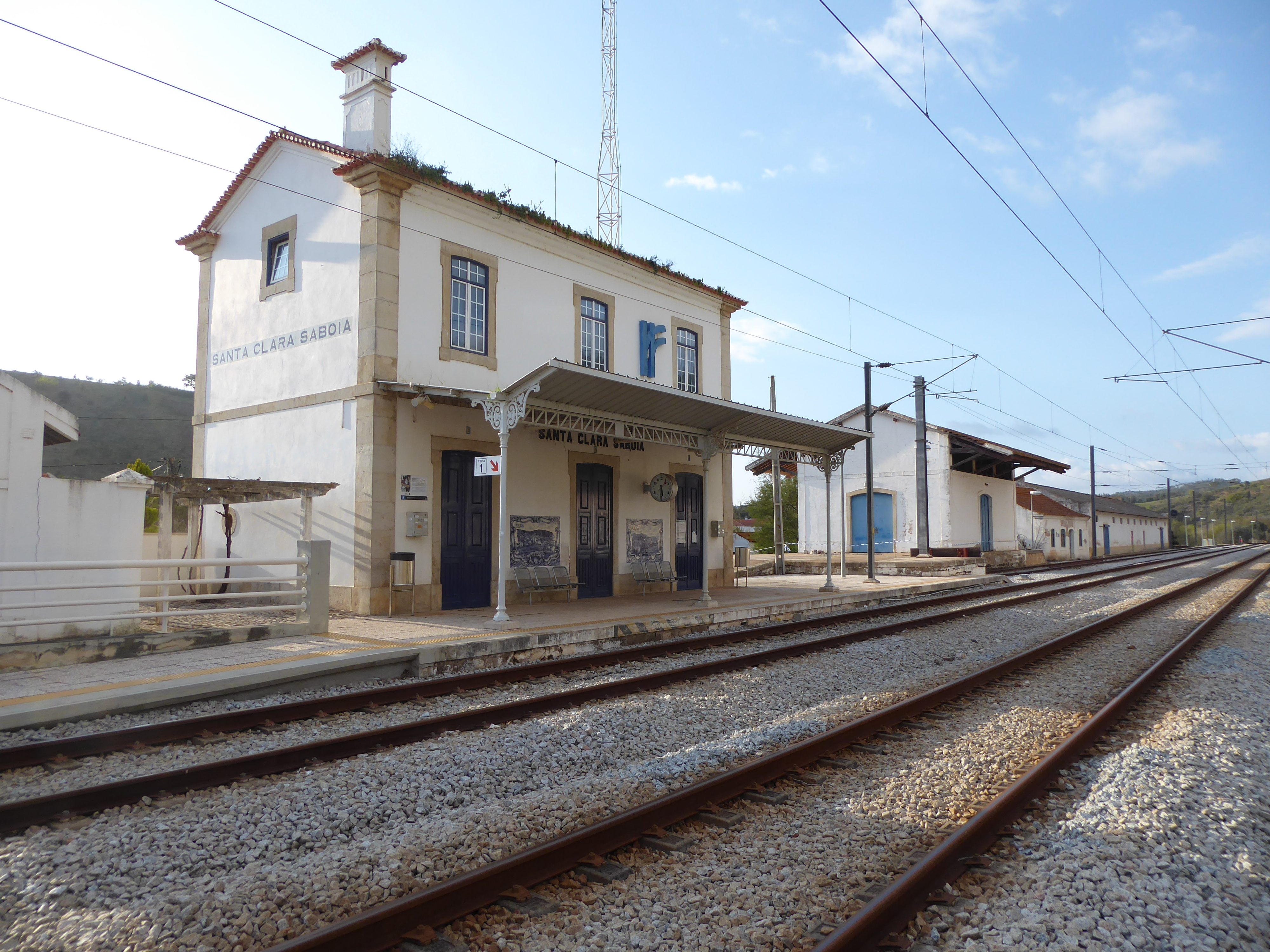
Bahnstation von Sabóia

Der Name des Ortes Sabóia wird bereits in einem Brief am 28. März 1256 von König D. Afonso III in Odemira erwähnt.

## Wirtschaft
Die Forstwirtschaft ist bis heute die wichtigste Einkommensquelle der lokalen Wirtschaft. In früheren Zeiten wurden die Holzprodukte auf Schiffen über den Rio Mira bis an die Atlantikküste transportiert.